# 360国道
360国道（或“国道360线”、“G360线”），又称文昌 - 临高公路，是中华人民共和国的一条国道，起点位于文昌市龙楼镇，途径海口市、定安县、澄迈县，终点位于临高县新盈镇，其中文临高速公路全长121.36公里，于2022年12月28日通车，标志着360国道全线通车。

## 路线组成
360国道由省道、城市道路及高速公路共同组成。龙楼镇-清澜大桥段为原海南省道S206，清澜大桥-清澜枢纽段为文昌市航天大道，清澜枢纽-博厚枢纽段为S22文临高速公路主线。博厚枢纽至终点为高速公路连接线及临高二环路。

## 途径地区
| 城市名             | 距起点距离 （公里） |
| ------------------ | ------------------- |
| 海南省文昌市龙楼镇 | 0                   |
| 海南省文昌市文城镇 | 26                  |
| 海南省海口市       | 48                  |
| 海南省定安县       | 68                  |
| 海南省澄迈县       | 98                  |
| 海南省临高县       | 142                 |
| 海南省临高县新盈镇 | 147                 |